# Baszyn
Baszyn is een plaats in het Poolse district  Wołowski, woiwodschap Neder-Silezië. De plaats maakt deel uit van de gemeente Wińsko en telt 150 inwoners.